# Waikapu
Waikapu és una concentració de població designada pel cens dels Estats Units a l'estat de Hawaii. Segons el cens del 2000 tenia 1.115 habitants.

## Demografia
Segons el cens del 2000, Waikapu tenia 1.115 habitants, 347 habitatges, i 274 famílies La densitat de població era de 39,23 habitants per km².
Dels 347 habitatges en un 40,3% hi vivien nens de menys de 18 anys, en un 61,4% hi vivien parelles casades, en un 12,1% dones solteres, i en un 21,0% no eren unitats familiars. En el 15,3% dels habitatges hi vivien persones soles el 6,6% de les quals corresponia a persones de 65 anys o més que vivien soles. El nombre mitjà de persones vivint en cada habitatge era de 3,21 i el nombre mitjà de persones que vivien en cada família era de 3,57.
Per edats la població es repartia de la següent manera: un 27,0% tenia menys de 18 anys, un 6,9% entre 18 i 24, un 29,3% entre 25 i 44, un 25,2% de 45 a 64 i un 11,6% 65 anys o més.
L'edat mediana era de 37,3 anys. Per cada 100 dones hi havia 100,9 homes. Per cada 100 dones de 18 o més anys hi havia 100,0 homes.
La renda mediana per habitatge era de 62.813 $ i la renda mediana per família de 65.781 $. Els homes tenien una renda mediana de 43.125 $ mentre que les dones 32.875 $. La renda per capita de la població era de 24.564 $. Aproximadament el 0,7% de les famílies i l'1,9% de la població estaven per davall del llindar de pobresa.

## Poblacions més properes
El següent diagrama mostra les poblacions més properes.